# Dendrelaphis hollinrakei
Dendrelaphis hollinrakei là một loài rắn trong họ Rắn nước. Loài này được Lazell mô tả khoa học đầu tiên năm 2002.